# 西鄧巴頓郡
西邓巴顿郡（英語：West Dunbartonshire），是英国苏格兰的32个一级行政区之一。地处最大城市格拉斯哥西郊，人口密集，面积则是苏格兰行政区中除邓迪市外最小的。地区的行政中心在邓巴顿镇（Dumbarton），主要镇落还有克莱德班克（Clydebank）。这个地区是苏格兰和英国造船业的重要基地。面积159平方公里，人口89,810（2013年）。